# Pseudopanthera himaleyica
Pseudopanthera himaleyica là một loài bướm đêm trong họ Geometridae.